# Megacephala megacephala
Megacephala megacephala is een keversoort uit de familie van de loopkevers (Carabidae). De wetenschappelijke naam van de soort werd voor het eerst geldig gepubliceerd in 1790 door Guillaume-Antoine Olivier.